# Lumbatan
Lumbatan (Bayan ng Lumbatan) är en kommun i Filippinerna. Kommunen ligger på ön Mindanao, och tillhör provinsen Lanao del Sur. Folkmängden uppgår till 23 521 invånare.

## Barangayer
Lumbatan är indelat i 21 barangayer.
| - Alog - Basayungun - Buad - Budi - Dago-ok - Dalama - Dalipuga - Lalapung - Lumbac - Lumbac Bacayawan - Lunay | - Macadar - Madaya - Minanga - Pantar - Picotaan - Poblacion (Lumbatan) - Tambac - Bubong Macadar - Penaring - Ligue |